# Ernst Gottmann
Ernst Gottmann (7 de agosto de 1874-30 de mayo de 1932) fue un fotógrafo alemán que dirigía una empresa de fotografía en Heidelberg. Su fotografía se centró en el retrato y la arquitectura. Gottmann entregó su negocio a su hijo en 1928 y permaneció en la familia hasta la década de 1970. Un caché de sus fotografías fue descubierto en 1975 y presentado en una exposición de 1980 en Heidelberg.

## Biografía
Ernst Gottmann nació el 7 de agosto de 1874. Quince años después, en 1889, comenzó a tomar fotografías en Hauptstrasse 100. Comenzó a fotografiar a personas prominentes a nivel local seis años después. En 1899 se casó con Lina Schellmann. En 1901, fundó Heidelberger Fachphotographen-Vereinigung, una empresa de fotografía, en Heidelberg. Cuando se estaba construyendo la Universidad de Heidelberg entre 1904 y 1905, fotografió el progreso del edificio. Un año después, se mudó a Bienenstrasse 6 y trasladó su negocio a esa casa. En 1907, Federico II de Baden, lo reconoció como «Hofwürdigkeit». En julio de 1912, organizó la Allgemeine Deutsche Photographische Ausstellung zu Heidelberg. Durante este evento, Federico II lo incorporó a la Orden del León de Zähringen y la Orden de Federico.
En su compañía de fotografía, se especializó en tomar fotografías de retratos de la burguesía local. Conocía personalmente a las figuras locales de esta clase y les caía bien. Su otra especialización fue en fotografía arquitectónica, incluidas las fotografías de la construcción de la Universidad de Heidelberg. Estas fotografías se conocen como «Gottmann'sche Tafeln». En 1928, fundó la compañía de fotografía Schlossphotographie, que se especializaba en tomar fotografías de personas frente a áreas históricas. Su hijo, también llamado Ernst Gottmann, se hizo cargo del negocio principal ese año. Gottmann murió el 30 de mayo de 1932.

## Negocios y legado
Su principal negocio de fotografía permaneció en manos de la familia Gottmann hasta 1971, mientras que Schlossphotographie permaneció bajo la dirección de la familia hasta 1977 o 1978. En 1975, una pareja de arquitectos descubrió una colección de negativos en el sótano de su antiguo estudio. Este caché incluía más de 20 000 fotografías de la gente y la arquitectura locales. Después de que fueran preparados por estudiantes locales de historia del arte, se exhibieron en Heidelberg del 6 de enero al 27 de febrero de 1980. El propósito de la exposición era conectar con las partes de la ciudad que habían sido destruidas desde que se tomaron las fotografías. Unas 9022 personas lo visitaron, provocando un debate sobre la remodelación de la ciudad.

## Citas
1. 1 2  
Lebenslauf Ernst Gottmann, 2022; Schubart, 1980, p. 74.
2. ↑  
Lebenslauf Ernst Gottmann, 2022; Kurze Nachrichten aus Baden, 1932, p. 3.
3. 1 2 3  Lebenslauf Ernst Gottmann, 2022.
4. ↑  
Kurze Nachrichten aus Baden, 1932, p. 3; Lebenslauf Ernst Gottmann, 2022.
5. 1 2  
Schubart, 1980, pp. 74–75; 1980: Die Ausstellung: 'Beruf: Photograph in Heidelberg', 2023.